# أندريه تشارلز
أندريه تشارلز هو لاعب كرة قدم غرينادي في مركز حراسة المرمى، ولد في 20 أبريل 1984.

## وصلات خارجية
- أندريه تشارلز على موقع قاعدة بيانات كرة القدم.إي يو (الإنجليزية)
- أندريه تشارلز على موقع ناشيونال فوتبول تيمز (الإنجليزية)